# Муцу, Исо
Графиня Исо Муцу (яп. 陸奥 イソ Муцу Исо, Оксфорд, 1867 – Камакура, 12 мая 1930) — британка, вышедшая замуж за японского дворянина и дипломата, вместе с ним отправившаяся в Японию в 1910 году и прожившая в Камакуре до своей смерти в 1930 году. В 1918 году она написала классический путеводитель «Камакура: факт и легенда».

## Биография
Гертруда Этель Пэссингем (англ. Gertrude Ethel Passigham) родилась в Оксфорде. Её отец был владельцем дома, в котором остановился приехавший в 1888 году изучать право в Кембридже Хирокити Муцу, сын министра иностранных дел Японии Мунэмицу Муцу. За время учёбы он влюбился в дочь хозяина. Но его отец-министр был категорически против свадьбы с иностранкой, а тем более простолюдинкой. Её семья тоже возражала против союза. Но они не сдавались. После смерти Мунэмицу, когда Хирокити был консулом в Сан-Франциско, ему удалось убедить её присоединиться к нему в США, несмотря на то, что до этого они не виделись в течение пяти лет.
Поскольку он был дипломатом, брак все равно пришлось отложить, и чтобы остаться с ним, ей пришлось притвориться гувернанткой. Именно в этой роли она впервые прибыла в Японию в 1901 году. Четыре года спустя они получили императорское разрешение на брак и, после 17 лет ухаживаний и сокрытия отношений, пара, наконец, поженилась в Лондоне в 1905 году. Из-за соображений протокола она приняла японское гражданство и взяла японское имя. Муж предложил Исо (яп. 磯), что значит побережье, потому что она любила пляж и потому, что оно немного созвучно Этель. После свадьбы она следовала за ним по всему миру и, наконец, вернулась с ним в Японию, никогда больше не расставаясь. Ей нравилась страна, и она успешно адаптировались к жизни в ней, даже давала уроки английского языка для членов императорской семьи, в том числе принцу Титибу, брату императора Хирохито.
Она умерла в 1930 году в Камакуре и её похороны состоялись в христианской методистской церкви. После христианской церемонии вице-настоятель дзен-храма Энгаку-дзи поднялся на кафедру, произнес панегирик и прочитал сутру за её душу. Подобное участие буддистского священника в христианской церемонии было неслыханным в то время.
Она похоронена в ягуре семьи Муцу на кладбище у храма Дзюфуку-дзи в Камакуре. Её сын Иан Муцу стал известным журналистом и режиссёром-документалистом.

## Камакура: факт и легенда
Исо Муцу одной из первых среди иностранцев поняла, что прелесть Камакуры заключается в её необычайном прошлом и её храмах. Она написала свою работу после многолетнего исследования, в ходе которого она брала интервью у настоятелей, первосвященников и монахов. Она также сверялась с японскими текстами, в том числе книгой Адзумы Кагами, средневековой работой, подробно описывавшей 80 лет жизни города, и Тайхэйки, средневековому военному эпосу.
Книга содержит сжатую историю города Камакура и описание более 40 исторических мест и храмов, начиная от Эносимы и до Офуны. Она купалась в заливе Сагами, когда началось Великое землетрясение Канто в 1923 году, и это событие было описано в издании 1930 года её путеводителя. Книга Муцу была переиздана в 1930 году, затем в 1995 году вышла её аннотированная версия, дополненная благодаря гранту Tokyo Club, и, наконец, она была переиздана в 2006 году. Даже спустя столько лет после написания путеводителя, он считается одним из лучших путеводителей по Камакуре.